# Euphorbia sparsiflora
Euphorbia sparsiflora är en törelväxtart som beskrevs av Amos Arthur Heller. Euphorbia sparsiflora ingår i släktet törlar, och familjen törelväxter. IUCN kategoriserar arten globalt som sårbar. Inga underarter finns listade i Catalogue of Life.